# Hole in the Head
Hole in the Head is een nummer van de Britse meidengroep Sugababes uit 2003. Het is de eerste single van hun derde studioalbum Three.
"Hole in the Head" is een uptempo popnummer met r&b-invloeden. Het nummer werd een grote hit in Europa, en wist de eerste positie te behalen in het Verenigd Koninkrijk. In de Nederlandse Top 40 haalde het de 2e positie, en in de Vlaamse Ultratop 50 de 20e.